# 古交行
〈古交行〉，是一首宋代诗人郑侠写的诗句，以管仲和鮑叔牙的故事為題。亦有同名古琴曲，首見於《風宣玄品》。

## 詩詞
大海有時竭，此心瀝不乾。厚地有時坼，此心無裂文。
持此以相照，百鍊青銅昏。用此以相惠，貝璧黄金盤。
覿面有餘歡，背面無間言。德義以相高，慶譽以相先。
千古似一日，萬里如同筵。此爲金石交，誰與知者論。

## 琴曲解題
《西麓堂琴统》：「管仲與鮑叔賈財，每多仲。仲曰，生我者父母知我者鮑子，分財不以我為貪，知我貧也。遂作此操後陳重雷義復作膠引繼之。」

## 琴曲版本
收錄於《風宣玄品》、《西麓堂琴統》、《杏莊太音補遺》、《琴書大全》、《藏春塢琴譜》、《松絃館琴譜》、《大還閣琴譜》、《天聞閣琴譜》等約二十部明清琴譜中。